# Skryptorium

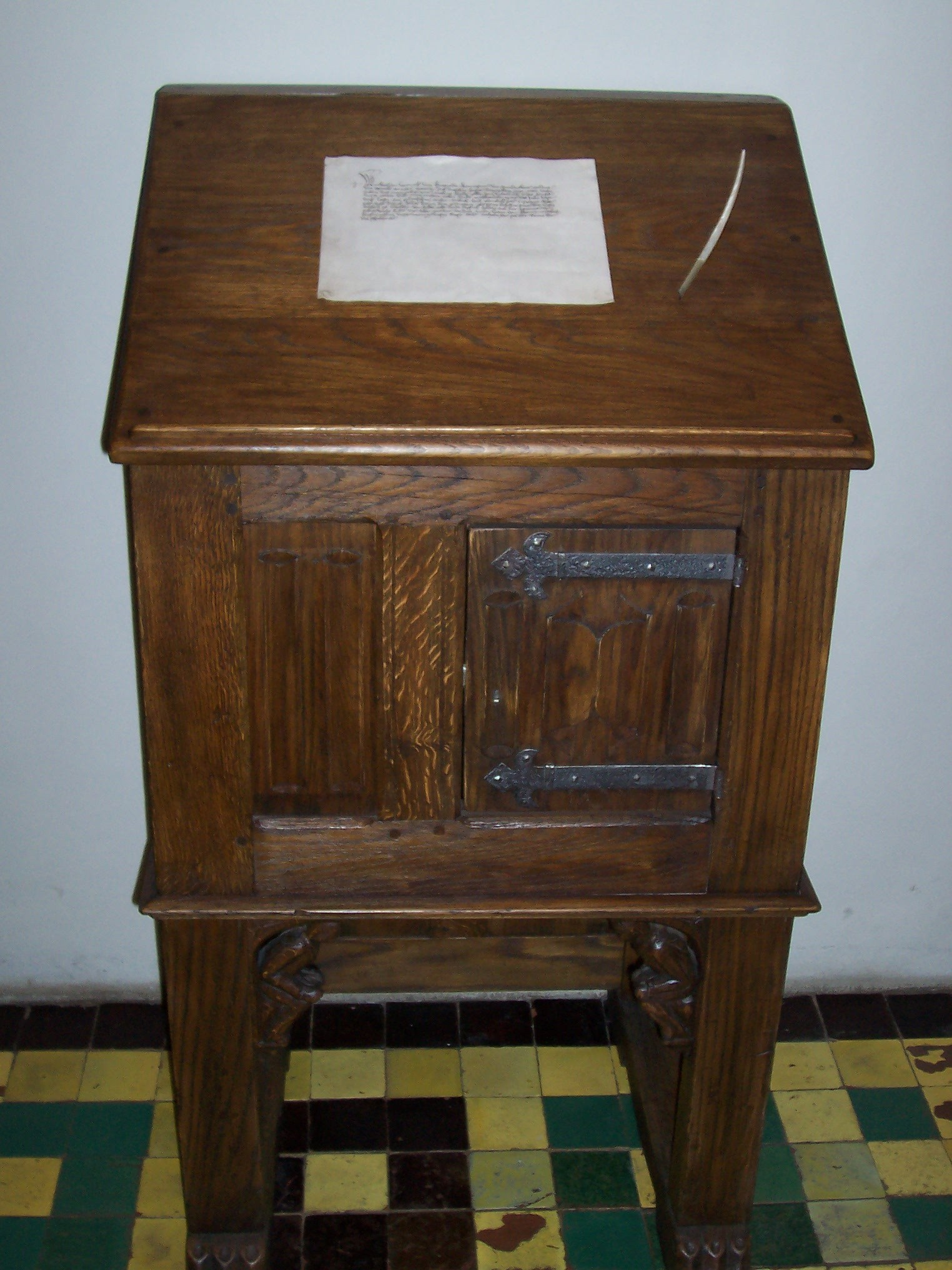
Pulpit skryby na zamku w Malborku

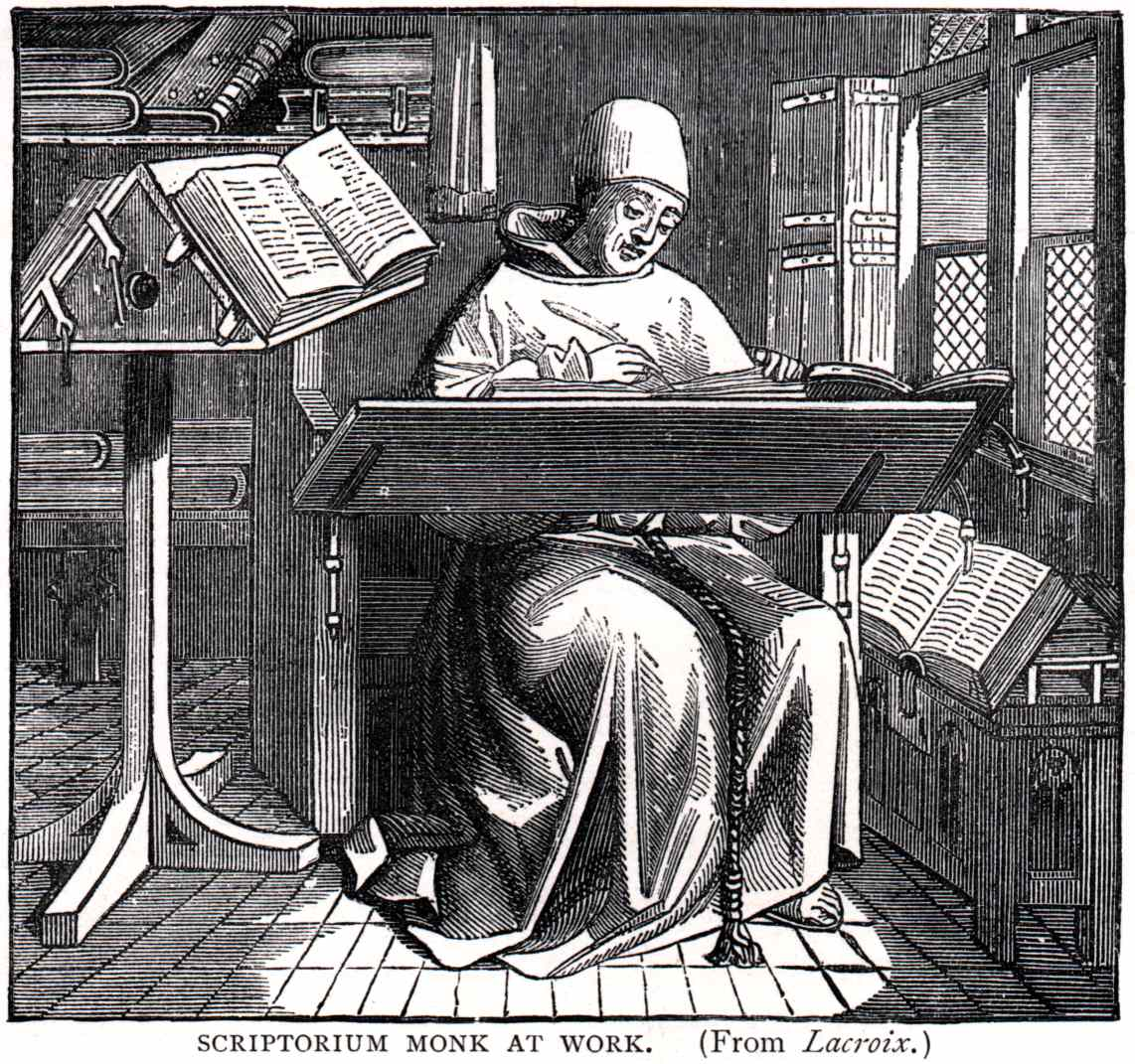
Skryba przy pracy w skryptorium

Skryptorium (łac. scriptorium od scribere „pisać”) – średniowieczna nazwa pulpitu do pisania i czytania oraz całości warsztatu pisarskiego. W klasztorach skryptoriami nazywano pomieszczenia, w których przepisywano ręcznie księgi. Zakonników zajmujących się rękopiśmiennictwem nazywano skryptorami lub skrybami. Z czasem powstały dzięki nim takie specjalizacje jak kaligrafia i iluminacja (miniatura).

## Historia
Od VI wieku przepisywaniem ksiąg zajmowali się benedyktyni. Z czasem książki zaczęto także kopiować poza klasztorami. Skryptoria powstawały także na dworach królewskich, książęcych oraz przy katedrach. Najważniejsze skryptoria w Europie około roku 800 znajdowały się w Weronie, Bobbio (oba we Włoszech) i opactwie w St. Gallen (dziś w Szwajcarii). Skryptoria przetrwały jeszcze po wynalezieniu druku przez Gutenberga.
Wydajność pracy kopisty wynosiła 3-6 kart formatu in quarto dziennie. Na przepisanie Biblii trzeba było roku. Kopista mógł przepisać 40 dzieł w ciągu życia.
Narzędzia kopisty: pióra, pumeks (pełnił rolę gumki), kreda, rożki służące jako kałamarze, atrament czarny i czerwony, nóż do cięcia skór, brzytwa do wyrównywania nierówności i dzielenia na stronice, ostre narzędzie do punktowania przed kreśleniem linii pionowych, deseczka do polerowania, tabliczki z woskiem do zapisków, rysik, pilniczki do ostrzenia piór, kamień do rozrabiania farb. Atrament początkowo wyrabiano z soku kapuścianego, siarczanu miedzi i galasówek długo gotowanych z gumą arabską i piwem lub winem. Blat był pochylony w stronę użytkownika, bo trudno pisać gęsim piórem na blacie poziomym bez kleksów.